# 스타로가르트군

포모제주 지도에 표시된 스타로가르트군의 위치

스타로가르트군(폴란드어: powiat starogardzki)은 폴란드 포모제주에 위치한 군으로 군청 소재지는 스타로가르트그단스키이며 면적은 1,345.28km2, 인구는 127,676명(2019년 기준), 인구 밀도는 95명/km2이다.
북쪽으로는 그단스크군, 동쪽으로는 트체프군, 남쪽으로는 쿠야비포모제주 시비에치에군, 남서쪽으로는 쿠야비포모제주 투홀라군, 서쪽으로는 호이니체군, 코시치에지나군과 접한다. 13개 지방 자치체(3개 도시, 1개 도시형 농촌, 9개 농촌)를 관할한다.

군기
군 문장